# Cloroetà
El cloroetà, comunament conegut amb el seu antic nom clorur d'etil, és un compost químic amb la fórmula C2H5Cl, emprat ocasionalment en la producció de tetraetil de plom, un additiu de la benzina. És un gas inflamable, o un líquid refrigerant amb una olor lleugerament dolç.

## Història
El cloroetà (o clorur d'etil) va ser sintetitzat per primera vegada l'any 1440 per l'alquimista Basilius Valentinus. Per fer-ho va reaccionar etanol i àcid clorhídric. El químic i farmacòleg alemany Johann Rudolph Glauber, va sintetitzar el mateix compost l'any 1648, però emprant un mètode completament distint, reaccionar etanol i clorur de zinc.

## Estat natural
Gràcies al fet que posseeix un punt d'ebullició de 12 °C, el clorur d'etil és un gas incolor a temperatures i pressions estàndard (25 °C i 1 atm).

## Propietats
Tot i que el cloroetà posseeix un punt d'ebullició de tan sols 12 °C, si obrim un vial de clorur d'etil a temperatura ambient no bullirà amb el sentit generalment entès de la paraula. L'evaporació de la superfície produeix corrents de convecció per les quals es refreda ràpidament, per tant, només es pot veure bullir durant un espai de temps curt.
Posseeix una olor desagradable, per la qual cosa moltes marques ho disfressen afegint petites quantitats perfum a la seva habitual presentació com a líquid en ampolles de vidre.

## Preparació
El cloroetà es produeix mitjançant la hidrocloració d'etilè: ⁣
{\displaystyle {\ce {C2H4 + HCl -> C2H5Cl}}}
En el passat, aquest era produït a partir d'etanol i àcid clorhídric, o d'età i clor, però aquests mètodes han demostrat no ser rendibles econòmicament. Per aquesta raó, avui dia, el mètode de producció principal del cloroetà és com un producte secundari de la fabricació del clorur de polivinil.

## Usos
El cloroetà és un agent etilant econòmic, i per aquest motiu és àmpliament utilitzat en la indústria moderna. Reacciona amb alumini, creant en el procés sesquiclorur d'etilalumini, un precursor dels polímers. El cloroetà també és emprat per a convertir cel·lulosa en etilcel·lulosa, compost emprat com a agent espessidor i aglutinant en pintures, cosmètics i altres productes similars.
Aquest compost està registrat baix la legislació REACH (Registre, Avaluació, Autorització i Restricció de substàncies i barreges químiques) i és importat a l'Àrea Econòmica Europea en volums d'entre 100 i 1000 tones anuals.

#### Usos obsolets
Des del començament de 1922, continuant durant gran part del segle xx, el cloroetà va ser emprat principalment per produir tetraetil de plom, un agent antidetonant per a la benzina. A causa de la desaparició d'aquest compost a la indústria, perquè noves regulacions estrictes de diversos governs impedeixen el seu ús, la seva demanda ha baixat, deixant aquest ús del cloroetà com a secundari.
Com altres hidrocarburs clorats, el cloroetà ha estat emprat com a refrigerant, aerosol, anestèsic i agent espumant per a embolcalls d'escuma. També es va emparar com a promotor químic en el procés de catalització del clorur d'alumini per produir etilbenzè, el precursor del monòmer d'estirè. En l'actualitat, però, no s'utilitza àmpliament en cap d'aquests rols.

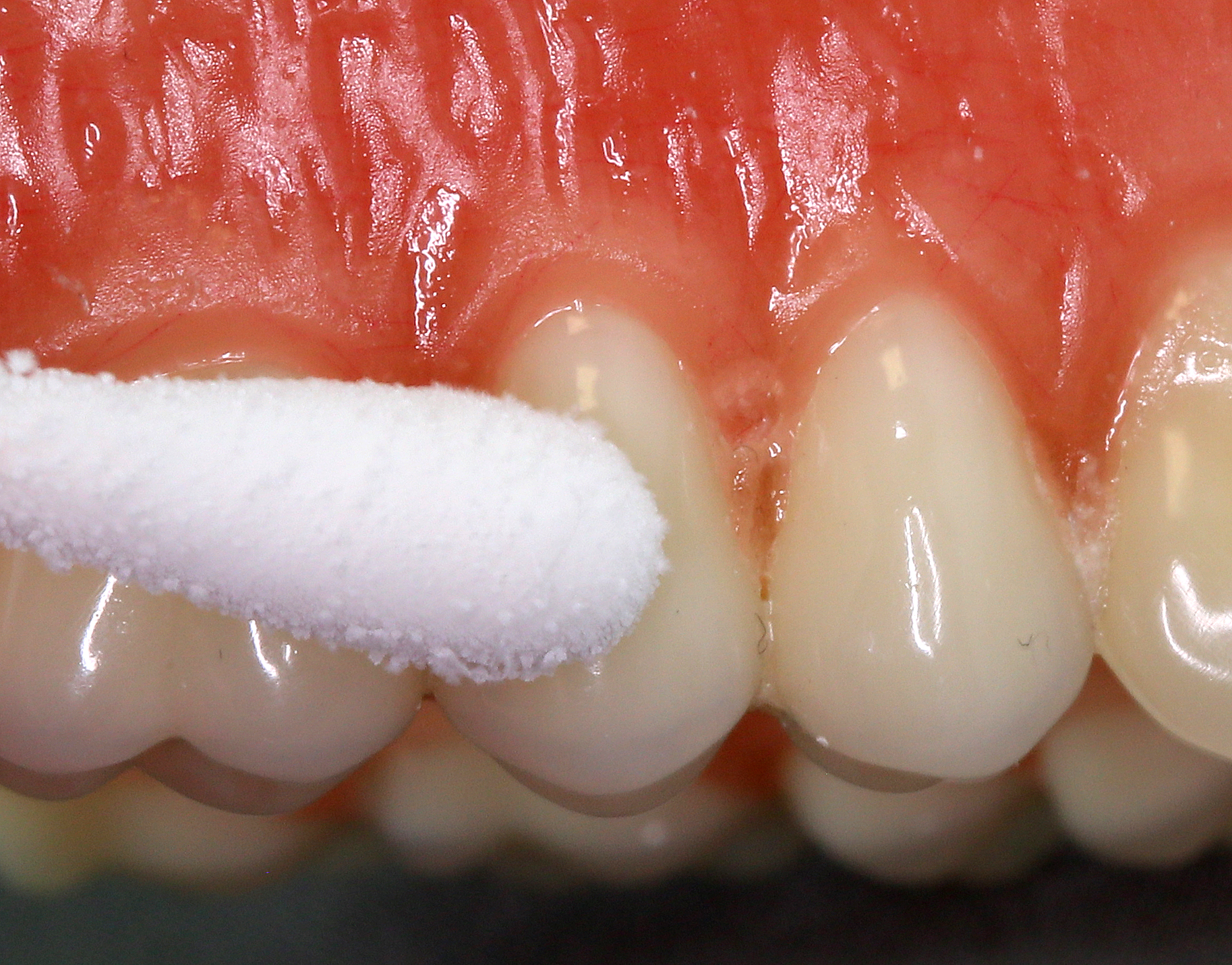
Prova de detecció de malalties dentals mitjançant clorur d'etil

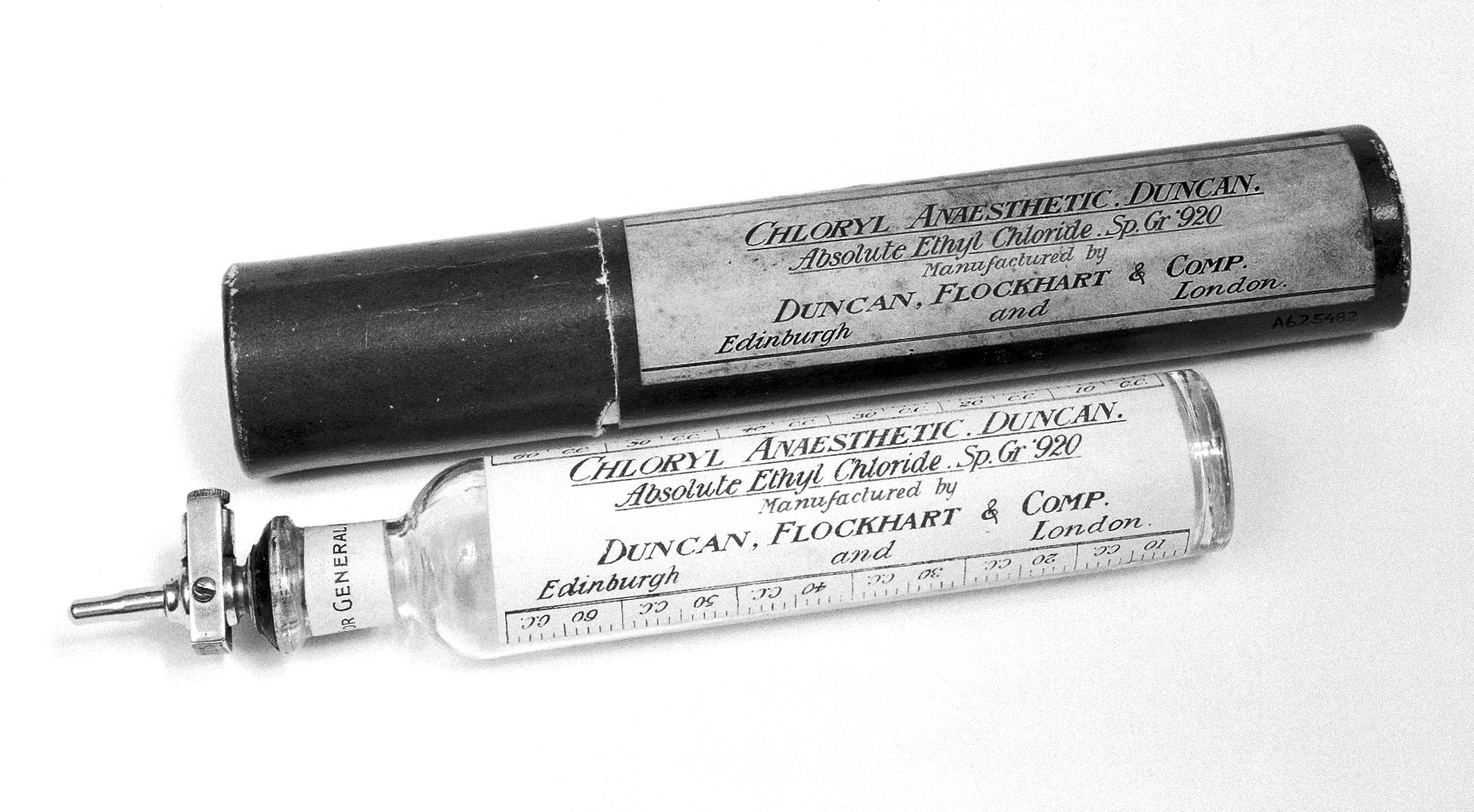
Botella d'anestèsia feta amb cloroetà

#### Usos en la medicina
El cloroetà té un baix punt d'ebullició, això provoca que quan és aplicat a una zona específica del cos la calor absorbida per l'ebullició del compost produeix frescor que alleuja el dolor. Aquesta frescor té un lleuger afecte anestèsic, que pot ser útil en l'eliminació resquills o abscessos en un entorn clínic.
El cloroetà era un compost habitual a les sales d'urgències. S'utilitzava per induir l'anestèsia general abans de continuar amb l'èter dietílic, que té una absorció molt més lenta. En l'odontologia és emprat com a mitja per a diagnosticar una “dent morta”.

#### Droga recreativa
El cloroetà és una droga recreativa consumida per inhalació. A causa de la facilitat per comprar esprai de cloroetà a les farmàcies (pel seu ús com a anestesiant per a la pell), és inhalat directament d'aquest esprai. Al Brasil, és un component important d'una droga tradicional (encara que il·legal) presa durant el Carnaval, coneguda localment com a “lança-perfume” (esprai o polvoritzador de perfum).

## Toxicitat i perillositat
El cloroetà generalment és un vapor inflamable i narcòtic, per tant, s'ha de tractar amb cura. A partir del sistema SMH (pictograma 1 i 2) i el diamant de materials perillosos de la norma NFPA 704 (pictograma 3) aquest compost posseeix els següents pictogrames: ⁣
El clorur d'etil és el menys tòxic dels cloroetans, i, igual que aquests, és un depressor del sistema nerviós central, encara que menys potent que altres compostos similars. Les persones que respiren els seus vapors en una concentració menor de l'1% en l'aire no solen experimentar cap símptoma. En concentracions d'entre el 3% i el 5% provoca efectes similars als de la intoxicació alcohòlica. Quan la concentració del gas ingerit supera el 15% sovint resultar fatal.
Si s'exposen a concentracions del 6% al 8%, els pacients presenten sovint una respiració dèbil, pèrdua de consciència i reducció de la freqüència cardíaca. Poden recuperar la consciència a través del contacte físic o un soroll fort. Si es donés aquest cas es recomana treure a l'individu de la zona contaminada pel gas com més aviat millor, per així poder recuperar la consciència. En cas d'una exposició continuada de durada superior a 4 hores els afectes secundaris seran similars al d'una ressaca alcohòlica, amb deshidratació, marejos, pèrdua de visió clara i pèrdua temporal de la consciència, que pot durar una hora o més. Si l'exposició al gas no continua la víctima es podrà recuperar, tornant ràpidament a la seva salut normal. Per a accelerar aquest procés de recuperació pot ajudar la ingesta de líquids, vitamines i sucres addicionals.
Entre les concentracions del 9% i 12%, la freqüència cardíaca baixa més, la víctima veurà la seva respiració empitjorar o fins i tot podria arribar a aturar-se. No respon a cap estimulació externa i pot començar a eructar o vomitar involuntàriament, fet que pot conduir a l'asfíxia si la víctima no es posa de costat per així permetre la respiració. Això és una emergència sanitària i requereix acció immediata per part d'un professional. És aconsellable moure la víctima a una zona no contaminada per cloroetà i administrar-li respiració forçada per així buidar els pulmons dels vapors tòxics. Si la víctima es recupera amb prou rapidesa, pot ser que no hagi de ser hospitalitzada, però requereix una revisió mèdica per assegurar-se de què cap òrgan ha estat ferit.
Quan la concentració és major al 12%, el cor, els pulmons i els ronyons de la víctima comencen a fallar. Cal RCP immediata, seguida de suport mèdic per prevenir la insuficiència renal, pulmonar i cardíaca que resultaria mortal.
L'exposició a una concentració superior al 15% resulta fatal. Un cas de mort per ingerir aquest gas és el del cantant Darius Campbell Danesh, que va morir pels seus efectes tòxics i per asfíxia.
En les investigacions sobre com afecta l'exposició crònica a aquest gas, els estudis en animals han donat resultats inconsistents i no tenim dades sobre els seus afectes a llarg termini en humans. Per tant, desconeixem si posseeix efectes cancerígens per a les persones.

#### En cas d'incendi
El cloroetà és extremadament inflamable, per tant, cal evitar el seu contacte amb el foc i qualsevol mena d'espurna. En cas que es produeixi un incendi, com a mitja d'extinció es pot emprar aigua en esprai o en nebulitzador. Evitar en tot cas emprar aigua a pressió o diòxid de carboni per a extingir el foc. És important tenir en compte que durant la combustió, per la descomposició tèrmica del cloroetà, es poden produir diversos fums corrosius o tòxics, com serien: el monòxid de carboni, el fosgen i el clorur d'hidrogen. Per evitar la inhalació d'aquests gasos tòxics, quan es troben a espais confinats, és necessari emprar un equip de respiració autònoma de pressió positiva.

#### En cas de vessaments o fugues
Evacuar immediatament la zona de perill i, si és possible, intentar aturar el vessament. Com en el cas d'incendi es necessita un equip de respiració autònoma, per evitar la inflació de gasos tòxics. No oblidar en cap moment el risc que es produeixi una atmosfera explosiva, per tant, evitar que es produeixi foc o qualsevol mena d'espurna a la zona pròxima al vessament. És fonamental contactar amb un expert perquè controli la situació.